# سن تامارو
سن تامارو (به ایتالیایی: San Tammaro) یک منطقهٔ مسکونی در ایتالیا است که در استان کسرتا واقع شده‌است.

## خصوصیات
سن تامارو ۳۶٫۸ کیلومترمربع مساحت و ۷٬۰۵۷ نفر جمعیت دارد و ۲۲ متر بالاتر از سطح دریا واقع شده‌است.